# Існуючий мислитель
Існуючий мислитель (суб'єктивний мислитель) — одне з основних понять данського філософа Серена К'єркегора. Філософія, ідеї, думки такого мислителя визначаються задачами і труднощами його особистого життя. На противагу «існуючому мислителю» філософ вводить поняття «абстрактного мислителя», котрий в своєму мисленні рухається лише у середовищі чистої думки, його філософія є відірваною від існування. Прикладом останнього є представник німецької класичної філософії Фрідріх Гегель, який створив об'єктивно-системну філософію. Абстрактний мислитель мислить, виходячи з чисто теоретичної позиції. Таких філософів називають «кабінетними», вони впродовж «робочого дня» — філософи, а після закінчення — стають звичайними людьми. Їхні життєві особливості, драми жодним чином не можуть вплинути на їхню філософію, оскільки ці дві сфери їхнього життя є непов'язаними і ніколи не перетинаються. Такі мислителі ухиляються від проблем реального життя. Інша ситуація в існуючого мислителя, його філософія безпосередньо залежить від особистого життя. Основними проблемами своєї філософії він оголошує життєві задачі.